# Francis Cutting
Pour les articles homonymes, voir Cutting (homonymie).
Francis Cutting (vers 1550–1595/6) est un compositeur et luthiste anglais de la Renaissance. Il est surtout connu pour Packington's Pound ainsi que pour une variation de Greensleeves appelée Divisions on Greensleeves, deux pièces conçues à l'origine pour le luth.
Cutting était employé comme musicien par la famille Howard, qui comprenait Philip Howard, comte d'Arundel. Le début de sa vie est peu connu, en revanche nous savons qu'il a eu dix enfants avec sa femme Elizabeth (huit d'entre eux sont inscrits sur les registres de la paroisse Saint Clement Danes, Westminster, la paroisse de la Maison Arundel, la résidence londonienne des Howards). L'un de leurs enfants, Thomas Cutting, est d'ailleurs devenu également un luthiste distingué.
Cutting figure parmi les premiers compositeurs anglais dont on ait la trace. Plusieurs de ses compositions (dont "Sir Walter Raleigh's Galliard", "Sir Fulke Greville's Pavan" et "Mrs Anne Markham's Pavan and Galliard") apparaissent dans le A New Booke of Tabliture de William Barley (1596). La musique qui nous est parvenue est de grande qualité, et contient 51 pièces pour luth et trois compositions pour bandora : une production seulement dépassée par Dowland, Bacheler et Holborne.